# 2023年马尔代夫总统选举
2023年马尔代夫总统选举是2023年9月9日马尔代夫举行的总统选举，第一轮选举于9月9日举行，第二轮选举则于9月30日举行。现任总统易卜拉欣·穆罕默德·薩利赫寻求连任，此前他在马尔代夫民主党的初选中击败了人民议会议长莫哈默德·纳希德。
最终人民大会党候选人、马累市长穆罕默德·穆伊祖赢得了选举，获得54%的选票，击败易卜拉欣·穆罕默德·索利赫，并成为马尔代夫的当选总统。这是马尔代夫连续第四次发生总统未能连任的状况，最后一位连任成功的总统是穆蒙·阿卜杜勒·加尧姆，他在2003年的选举中因无人竞选而自動當選。

## 背景
马尔代夫进步党所属的前總統阿卜杜拉·亞明曾宣布競選總統，但因牵涉馬爾地夫營銷和公共關係公司醜聞，於2018年以腐敗和洗錢罪被判處11年監禁，导致他沒有資格參加竞选。作为马尔代夫进步党副主席的穆伊祖则以人民大会党候选人身份，并获得亞明的支持。
在9月9日的第一輪选举中由於沒有候選人獲得超過50%的選票，排名前兩名的穆伊祖和現任總統薩利赫進入的第二輪決選。

## 選舉制度
馬爾地夫为總統制国家，總統既是國家元首也是政府首長，每五年透過直接選舉產生，最多只能連任一次。选举采兩輪選舉制，在第一轮選舉中，獲得50%以上选票的候選人则當選總統；如果沒有候選人獲得絕對多數，則得票较多的前二名將進第二輪。第二輪選舉需在第一轮选举之后，至少21天舉行，獲得多數票的候選人將當選總統。正式結果由選舉委員會公佈，並在投票日後七天內在政府公報上公佈。

## 竞选活动
關鍵的競選議題是馬爾地夫對中國和印度的立場。現任總統薩利赫奉行「印度優先」政策，旨在加強與印度這個地理和文化鄰國的聯繫。另一邊，穆罕默德·穆伊祖打出「印度滾出去」的口號，要求駐紮在群島的印度军队撤离，同時推動與中國建立更密切的關係，這前總統亞明的政策，在他的領導下，馬爾地夫加入了中國的「一帶一路」倡議。

## 結果
| 候选人                                               | 候选人                   | 政党               | 第一轮  | 第一轮 | 第二轮  | 第二轮 |
| 候选人                                               | 候选人                   | 政党               | 票数    | %      | 票数    | %      |
| ---------------------------------------------------- | ------------------------ | ------------------ | ------- | ------ | ------- | ------ |
|                                                      | 穆罕默德·穆伊祖          | 人民大会党         | 101,635 | 46.06  | 129,159 | 54.04  |
|                                                      | 易卜拉欣·穆罕默德·薩利赫 | 马尔代夫民主党     | 86,161  | 39.05  | 109,868 | 45.96  |
|                                                      | 伊利亞斯·拉比布          | 民主黨             | 15,839  | 7.18   |         |        |
|                                                      | 奧馬爾·納西爾            | 獨立人士           | 6,343   | 2.87   |         |        |
|                                                      | 卡西姆·易卜拉欣          | 共和黨             | 5,460   | 2.47   |         |        |
|                                                      | 艾哈邁德·法里斯·穆蒙     | 獨立人士           | 2,979   | 1.35   |         |        |
|                                                      | 穆罕默德·納齊姆          | 馬爾地夫國民黨     | 1,907   | 0.86   |         |        |
|                                                      | 哈桑·扎米爾              | 獨立人士           | 327     | 0.15   |         |        |
| 总共                                                 | 总共                     | 总共               | 220,651 | 100.00 | 239,027 | 100.00 |
|                                                      |                          |                    |         |        |         |        |
| 有效票数                                             | 有效票数                 | 有效票数           | 220,651 | 97.86  | 239,027 | 96.81  |
| 无效及空白票数                                       | 无效及空白票数           | 无效及空白票数     | 4,835   | 2.14   | 7,888   | 3.19   |
| 总票数                                               | 总票数                   | 总票数             | 225,486 | 100.00 | 246,915 | 100.00 |
| 已登记选民／投票率                                   | 已登记选民／投票率       | 已登记选民／投票率 | 282,395 | 79.85  | 282,804 | 87.31  |
| 资料来源：Elections Commission, Elections Commission |                          |                    |         |        |         |        |

## 后续
當選總統穆伊祖获得多国领导人祝贺，包括中国国家主席習近平也向穆伊祖致賀電，并強調中馬關係根深蒂固。